# Alnetoidia defecta
Alnetoidia defecta är en insektsart som beskrevs av Irena Dworakowska 1994. Alnetoidia defecta ingår i släktet Alnetoidia och familjen dvärgstritar. Inga underarter finns listade i Catalogue of Life.